# Vishwa Mohan Bhatt
Pour les articles homonymes, voir Bhatt (homonymie).
Vishwa Mohan Bhatt né en juillet 1950 ou 1952 à Jaipur en Rajasthan (Inde), est un musicien indien inventeur de la mohan vînâ, une guitare hawaïenne adaptée à la musique indienne hindoustanie. 
Disciple de Ravi Shankar, c'est par hasard qu'il trouve une guitare espagnole à laquelle il ajoute des cordes sympathiques et des cordes de bourdon, tout en y jouant avec des mezrabs (onglets) et un tube de métal, comme pour la guitare slide ou la guitare hawaïenne.

## Discographie
- 1992 - Guitar A La Hindustan, Magnasound (India)
- 1992 - Saradamani, Water Lily Acoustics
- 1993 - Gathering Rain Clouds, Water Lily Acoustics
- 1993 - A Meeting by the River (with Ry Cooder), Water Lily Acoustics
- 1995 - Bourbon & Rosewater (with Jerry Douglas & Edgar Meyer), Water Lily Acoustics
- 1995 - Mumtaz Mahal (with Taj Mahal & N. Ravikiran), Water Lily Acoustics
- 1996 - Saltanah (with Simon Shaheen), Water Lily Acoustics
- 1996 - Tabula Rasā (with Béla Fleck & Jie-Bing Chen), Water Lily Acoustics
- 1996 - Sounds of Strings, Music today, India
- 2002 - Indian Delta (with Sandeep Das), Sense World Music, U.K.
- 2008 - Mohan's Veena, Times Music, India
- 2010 - Desert Slide, Times Music, India
- 2010 - Mohan's Veena II, Times Music, India
- 2011 - Groove Caravan, Deeksha Records, Canada
- 2012- "Morning Mist", Bihaan Music, Kolkatta, India
- 2014 - OMKARA - The Sound of Divine Love (with Rupam Sarmah)[1]
- 2015-"Vishwa Ranjini"-Bihaan Music, Kolkatta, India

## Récompenses
- Grammy Award (1970, 1981, 1989, 1990 x2, 1992, 1993, 1994)
- Padmashree  2002 (New Delhi, Government of India)
- Sangeet Natak Academy (1994, 1995, 1996, 1999)